# Familia Văcărescu
La Familia Văcărescu fue una familia boyarda del principado de Valaquia (ahora parte de Rumania).
Según la tradición, es una de las más antiguas familias nobles en Valaquia. De su mítico fundador se dice que habría sido un cierto Kukenus, de origen español, que se estableció en Transilvania como señor sobre Făgăraş. Otros lo relacionan con la familia Ugrin, conde de Făgăraş.
Algunos de los miembros más destacados de la familia
- Enache Văcărescu (1654-1714), gran tesorero del principado de Valaquia;
- Ienăchiţă Văcărescu (1730-1796) poeta, escritor y primer gramático rumano;
- Alecu Văcărescu (1769-1798), poeta;
- Nicolae Văcărescu (muerto en 1830), poeta;
- Barbu Văcărescu (muerto en 1832), último Gran Ban de Craiova;
- Iancu Văcărescu, (1786-1863), poeta;
- Teodor Văcărescu, (1842-1914), militar y diplomático;
- Maurice Paléologue (1859-1944), escritor y diplomático francés;
- Elena Văcărescu, (1864-1947), poeta;

Destacados miembros de la familia Văcărescu
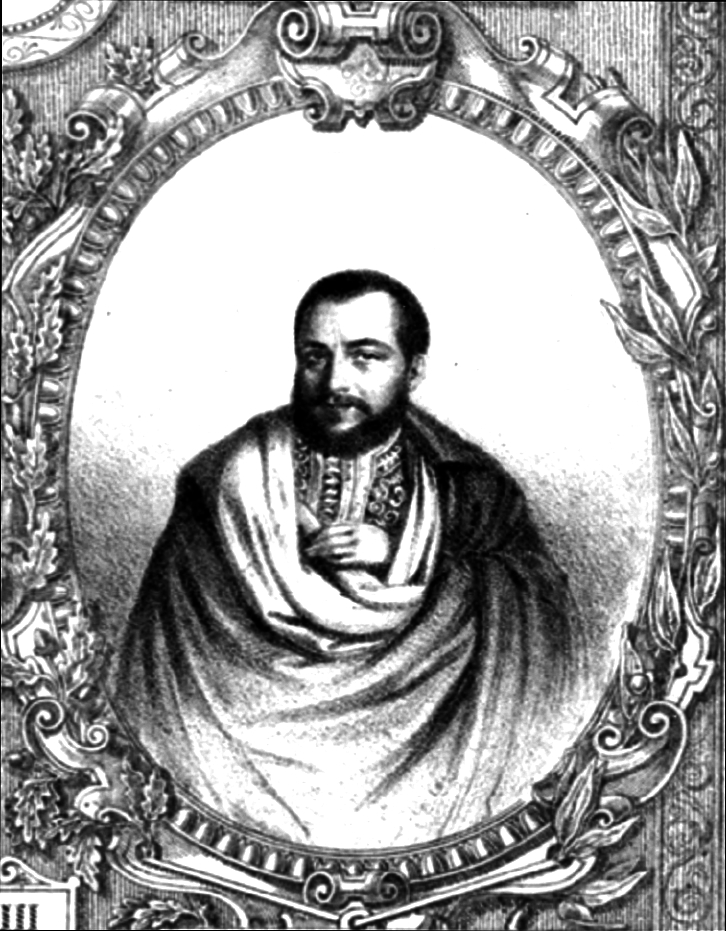
Iancu Văcărescu (poeta)
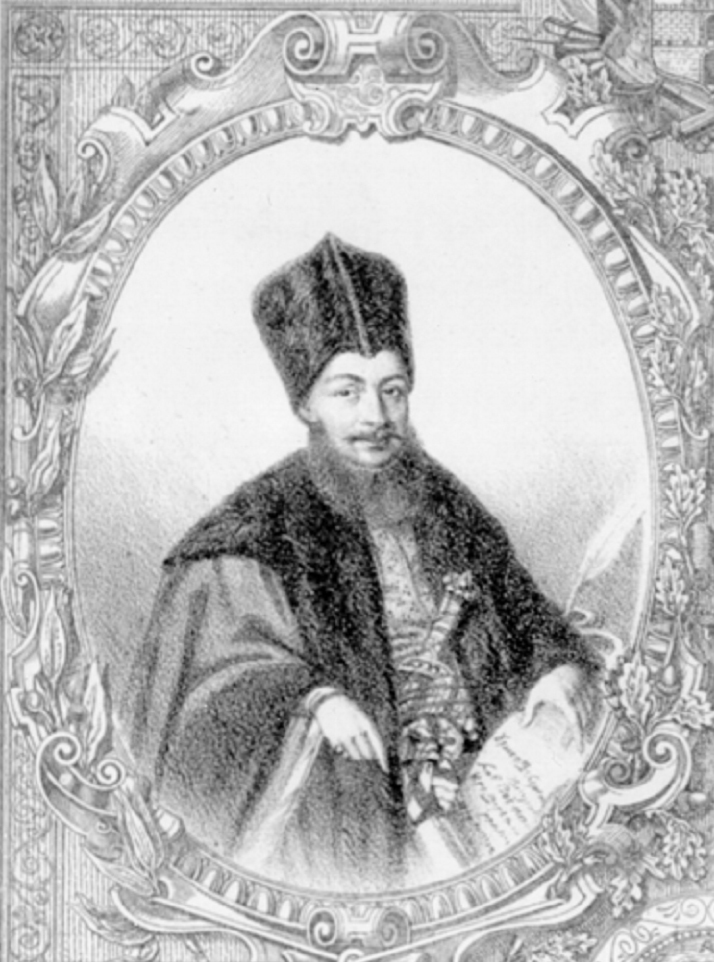
Ienăchiţă Văcărescu (poeta)